# Гигантские рисовые хомяки
Гигантские рисовые хомяки (лат. Megalomys) — вымерший род грызунов семейства хомяковых. Род включает пять видов крупных грызунов с различных Карибских островов. Последним вымер антильский хомяк, обитавший на острове Мартиника, скорее всего вымерший из-за интродукции мангуста, хотя было высказано предположение, что извержение вулкана Монтань-Пеле в 1902 году, возможно, сыграло свою роль в окончательном вымирании.

## Виды
- Megalomys audreyae (Барбуда)
- Megalomys curazensis (Кюрасао)
- Megalomys desmarestii — Антильский хомяк[2] (Мартиника)
- Megalomys luciae — Сент-люсийский хомяк[2] (Сент-Люсия)
- Megalomys georginae (Сент-Люсия)